# U218 Singles
U218 Singles (eller bara U218) är ett samlingsalbum av U2, utgivet 20 november 2006. Det innehåller 16 av bandets mest kända låtar. Dessutom ingår The Saints Are Coming (tillsammans med Green Day), som är en cover på The Skids version från 1978, och den nyskrivna Window in the Skies. En begränsad version innehåller även en DVD med 10 låtar från U2:s konsert på Stadio Giuseppe Meazza i Milano den 21 juli 2005.

## Låtlista

### CD
1. "Beautiful Day" - 4:05
2. "I Still Haven't Found What I'm Looking For" - 4:38
3. "Pride (In the Name of Love)" - 3:48
4. "With or Without You" - 4:56
5. "Vertigo" - 3:10
6. "New Year's Day" - 4:17
7. "Mysterious Ways" - 4:02
8. "Stuck in a Moment You Can't Get Out Of" - 4:31
9. "Where the Streets Have No Name" - 4:46
10. "The Sweetest Thing" - 3:00
11. "Sunday Bloody Sunday" - 4:40
12. "One" - 4:35
13. "Desire" - 2:59
14. "Walk On" - 4:26
15. "Elevation" - 3:47
16. "Sometimes You Can't Make It On Your Own" - 5:05
17. "The Saints Are Coming" (med Green Day) - 3:21
18. "Window in the Skies" - 4:08
19. "I Will Follow" - 3:37 (Endast i Storbritannien och Australien)

### Live DVD
1. "Vertigo"
2. "I Will Follow"
3. "Elevation"
4. "I Still Haven't Found What I'm Looking For"
5. "All I Want Is You"
6. "City of Blinding Lights"
7. "Sometimes You Can't Make It On Your Own"
8. "Miss Sarajevo"
9. "Original of the Species"
10. "With or Without You"